# 삼척 천은사 금동약사여래입상
삼척 천은사 금동약사여래입상(三陟 天恩寺 金銅藥師如來立像)은 대한민국 강원특별자치도 평창군 진부면, 월정사 성보박물관에 있는 남북국 시대 신라의 금동약사여래입상이다. 2007년 11월 23일 강원특별자치도의 유형문화재 제148호로 지정되었다.

## 개요
약 14.3cm 정도의 작은 금동불상으로 광배를 잃어버리고 대좌는 불을 맞아 일부 파손되었으나 비교적 불신의 균형이 맞고 세부표현이 단아하며 상태가 온전할 뿐 아니라 통일신라시대인 9C경에 제작되었다는 점에서 지정 보존가치가 있다.

## 같이 보기
- 천은사

## 참고 자료
- 삼척천은사금동약사여래입상 - 국가유산청 국가유산포털